# 王思琳
王思琳（直譯賽琳娜·王；1993年5月8日—），是一位美國電視記者與新聞工作者，自2023年8月起擔任ABC新聞的高級白宮通訊員。她曾是CNN在北京和東京的駐地記者，也曾在彭博新聞社擔任主播、記者和雜誌撰稿人。2023年，她獲得第44屆新聞及紀錄片艾美獎提名，並入選福布斯30位30歲以下精英榜亞洲版。

## 早年生活
王思琳出生於華盛頓州里奇蘭，之後就讀於羅德島州巴靈頓的巴靈頓高中，她在那是一位出色的長笛演奏家，並在2010年被評為羅德島小姐傑出青少年。她在就讀哈佛大學，曾是哈佛大學緋紅隊成員，之後她獲得經濟學學位。她的父親王來生和母親王麗瓊（Li-Qiong Wang）都是布朗大學化學系的教授。王來生教授是布朗大學的講座教授，專長於原子團化學和質譜技術，曾獲得多項國際獎項。王麗瓊教授則專注於物理化學領域

## 外部連結
- ABC新聞官網上的王思琳 （页面存档备份，存于）
- 王思琳的Instagram帳戶
- 王思琳的X（前Twitter）